# Genicanthus lamarck

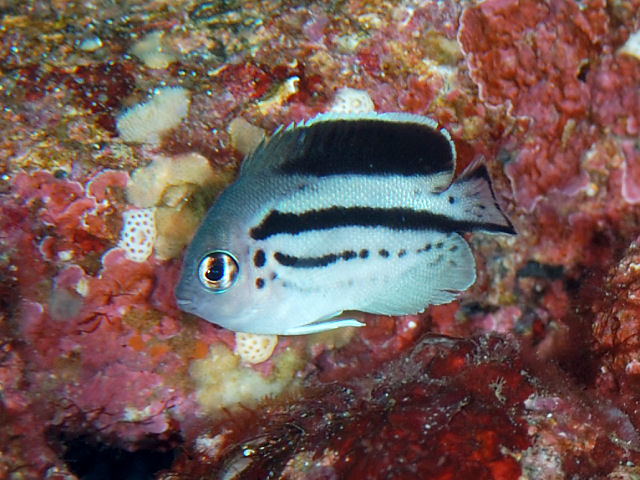
Ejemplar juvenil, la banda negra cubre la aleta dorsal, y, aparte de la raya horizontal superior, apenas esboza alguna más

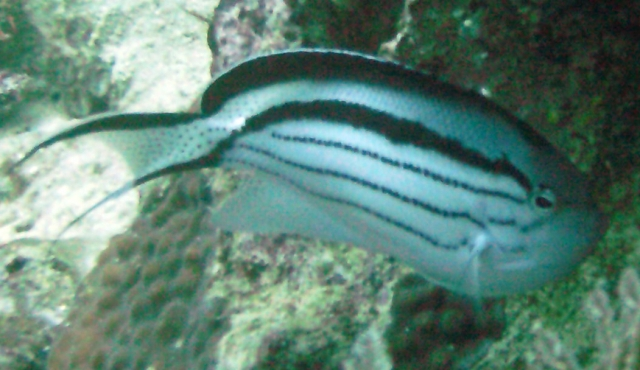
G. lamarck, en Romblon, Filipinas

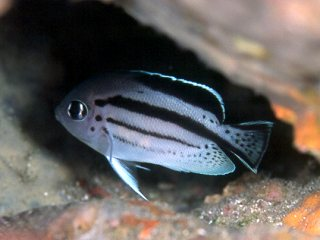
Ejemplar juvenil en Izu, Japón

Genicanthus lamarck es una especie de pez marino perciforme y pomacántido.
Sus nombres comunes en inglés son Lamarck's angelfish, o pez ángel de Lamarck, y Blackstriped angelfish, o pez ángel de rayas negras.
Es una especie generalmente común en su rango de distribución geográfica, y con poblaciones estables. Frecuentemente exportada para el mercado de acuariofilia. Los habitantes de las Molucas consideran este pez como una delicia.

## Morfología
Es un pez ángel típico, con un cuerpo corto y comprimido lateralmente, y una pequeña boca, con dientes diminutos rematados como cepillos. La aleta caudal está acabada en forma de lira, y los machos, de adultos desarrollan filamentos largos en sus ángulos.
Tienen 15 espinas dorsales, de 15 a 16 radios blandos dorsales, 3 espinas anales y de 16 a 17 radios blandos anales.
La coloración varía según el sexo. En ambos casos, la tonalidad base es grisáceo pálido a blancuzco. Tienen cuatro rayas estrechas y onduladas negras, en los lados del cuerpo, y una amplia banda negra submarginal en la aleta dorsal. La aleta caudal cuenta en sus márgenes superior e inferior con rayas negras, y su interior está moteado con puntitos negros.
Los especímenes hembra, y los juveniles,  tienen más ancha la raya superior, que se prolonga y une a la raya marginal inferior de la aleta caudal. En su caso, las aletas pélvicas so blancas, a diferencia de los machos, que las tienen negras.
Los machos, que son mayores que las hembras, miden hasta 25 centímetros de largo.

## Hábitat y comportamiento
Es una especie asociada a arrecifes y clasificada como no migratoria. Normalmente ocurren en arrecifes rocosos y coralinos exteriores, tanto en crestas de arrecifes soleadas, como en bajantes escarpadas.
Se les ve en harenes de un macho con varias hembras, en grupos de 3 a 7 individuos.
Su rango de profundidad es entre 10 y 50 metros, aunque se reportan localizaciones entre 6 y 99 m, y en un rango de temperatura entre 24.48 y 28.57 °C.

## Distribución geográfica
Se distribuye en el océano Indo-Pacífico, desde el sur de Japón hasta la Gran Barrera de Arrecifes australiana, y desde la región Indo-Malaya hasta las islas Salomón y Vanuatu. Es especie nativa de Australia; Camboya; Filipinas; Indonesia; Japón; Malasia; Papúa Nueva Guinea; Singapur; Islas Salomón; Taiwán (China); Tailandia; Vanuatu y Vietnam.

## Alimentación
El pez ángel de Lamarck se alimenta principalmente de zooplancton, formando agregaciones que nadan bien para alimentarse en profundidades medias y en el fondo.

## Reproducción
Esta especie, como toda la familia, es dioica y ovípara. La fertilización es externa.
Son hermafroditas protogínicos monándricos, lo que significa que los órganos genitales femeninos maduran antes que los masculinos, siendo todos hembras de juveniles, y, evolucionando a macho los ejemplares mayores, que forman su harén con varios ejemplares hembras. La monandría supone que las hembras pueden tener simultáneamente un solo macho.
Su nivel de resiliencia es medio, doblando una población en un periodo entre 1.4 y 4.4 años.